# Kaushik Ray
Kaushik Ray (Gupta) is een Indiaas filmregisseur, -producer en -schrijver.
In 2006 krijgt hij de hoogst geplaatste religieuze leiders van Tibet bereid om mee te werken aan zijn productie On Life and Enlightenment: Principles of Buddhism with His Holiness the Dalai Lama, waaronder spiritueel leider dalai lama Tenzin Gyatso, de zeventiende karmapa, de twaalfde tai situ, de leiders van de nyingma- en sakyatraditie en de leider van de bön-religie. Filmacteur, Tibet-activist en boeddhist Richard Gere komt als zichzelf aan het woord in de documentaire.